# Lucas Hirscher „cel Mare”
Lucas Hirscher (n. 1519 – d. 30 aprilie 1590, Brașov) a fost demnitar și negustor transilvănean din secolul al XVI-lea. A deținut funcția de jude (echivalentul primarului) al Brașovului în total 21 de ani și a ocupat în mai multe rânduri demnitatea de castelan al Branului. Este cunoscut pentru inițiativele economice și pentru mecenatul acordat tiparului românesc, în special tipografiei diaconului Coresi.

## Biografie
Primele mențiuni despre Hirscher apar în actele de vamă din 1542–1550, care îl prezintă drept negustor activ în comerțul cu cuțite, plumb, materiale textile și stofe fine. În 1554–1555 a fost numit „Provisor și Prefect” al domeniilor Șercaia și Părău. În 1553 și apoi în 1556–1559, sub judecătoria lui Johann Benkner, a ocupat funcția de Stadthannen (administrator economic al orașului și al districtului).
În 1560 a intrat în Sfatul bătrânilor, iar în 1561 a fost ales pentru prima dată jude, ca succesor al lui Benkner; a fost reales în 1562 și 1564. În 1566 a devenit castelan al Branului, funcție subordonată în mare parte Brașovului. După moartea lui Benkner (11 iulie 1565), la 16 iunie 1566 s-a căsătorit cu văduva acestuia, Apollonia, cu care a avut cinci copii: Lucas (n. 1567), Barbara (n. 1570), Georgius (1574–1576), Christina (n. 1576), Valentinus (1576–1576). Apollonia avea deja șase copii din prima căsătorie.
La 14 ianuarie 1569, Hirscher a fost înobilat și a primit blazon din partea principelui Ioan II Sigismund Zápolya. A fost apoi reales anual jude al Brașovului în 1571–1576 și 1579–1588; între 1577–1578 a revenit și în poziția de castelan al Branului. La 4 august 1575, la ordinul principelui Transilvaniei, a plecat la Sibiu cu însărcinări oficiale în calitate de jude primar; cu acel prilej a primit în dar 300 de lămâi și un vas cu păstrăvi sărați. În 1588 a fost ales din nou jude și castelan, dar, din cauza bolii, atribuțiile i-au fost preluate de Petrus Hirscher și Matias Fronius ca locțiitori. Hirscher a murit la 30 aprilie 1590, la Brașov.

## Activitate administrativă și economică
În timpul mandatelor sale, a promovat statute pentru mai multe bresle și a susținut înființarea unei „Gewandhaus” (hală pentru comerțul cu postav), măsuri care indică preocuparea sa pentru dezvoltarea economică a Brașovului. Politica externă urbană din timpul său a urmărit relații de bună vecinătate cu Țara Românească și Moldova, aspect atestat de socotelile orașului.
Mecenat cultural: tiparul lui Diaconul Coresi
Hirscher a jucat un rol central în susținerea tiparului românesc. Între 14 decembrie 1580 și 28 iunie 1581, Diaconul Coresi a tipărit, la comanda și pe cheltuiala lui Hirscher, „Evanghelia cu învățătură”, considerată cea mai amplă tipăritură românească a secolului al XVI-lea. În prealabil, Hirscher a solicitat aprobarea mitropolitului Țării Românești, a episcopului Transilvaniei și, ulterior, a principelui Christoph Báthory. Exemplarul a purtat blazonul și inițialele sale, iar numele și titlul i-au fost redate în limba română pe pagina de titlu.
Hirscher s-a ocupat și de difuzarea lucrării: i-a trimis trei exemplare judelui Bistriței, Caspar Budaker, însoțite de o scrisoare care menționa vânzarea cărții în jurul Sibiului și Făgărașului, precum și către voievozii Moldovei și ai Țării Românești. Numele său apare și în cel mai vechi document în limba română scris la Brașov (20 iunie 1587), prin care i se cerea să facă dreptate într-un caz de omor, în spiritul „bunei frățietăți și vecinătăți”. Cronicarii brașoveni Popa Vasile (sec. XVII) și Radu Tempea (sec. XVIII) consemnează, de asemenea, impulsul dat de Hirscher tipăriturilor bisericești românești. A sprijinit construirea Bisericii Sfântul Nicolae din Șchei, edificiu susținut de Petru Cercel (domn al Țării Românești, 1583–1585), cu aprobarea Sfatului condus atunci de Hirscher.
Prin activitatea administrativă, economică și culturală, Lucas Hirscher a modelat instituțiile urbane brașovene și a contribuit la circulația cărții românești în a doua jumătate a secolului al XVI-lea.